# القفز على الطريقة الأسترالية

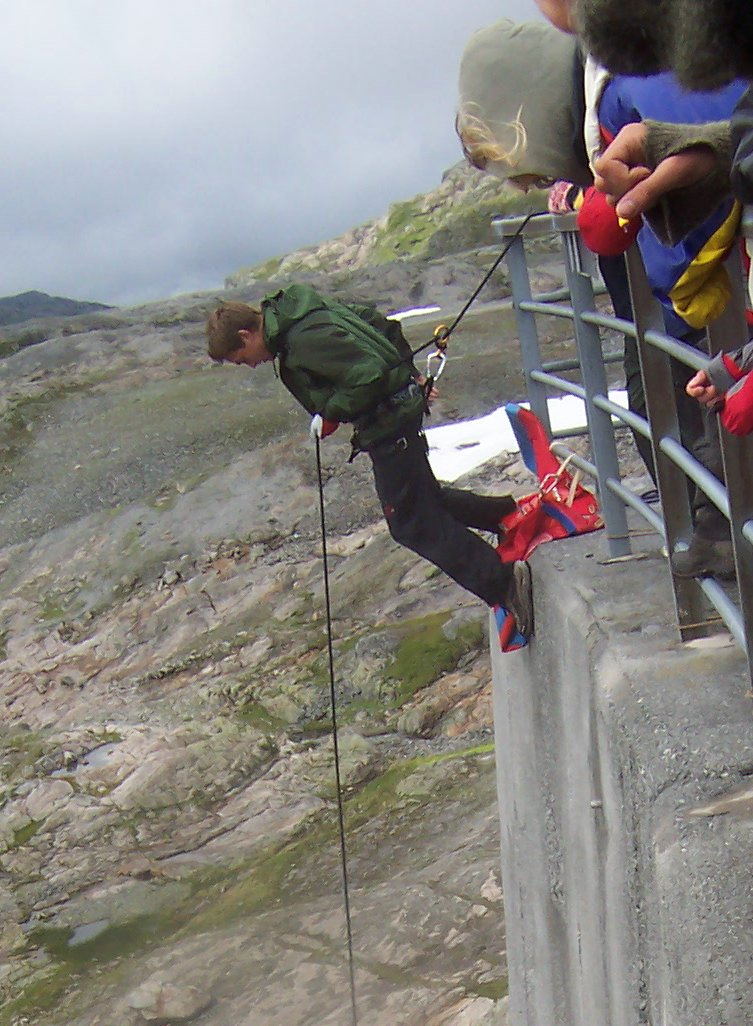
قافز يستخدم طريقة القفز الأسترالي عند أحد السدود في النرويج

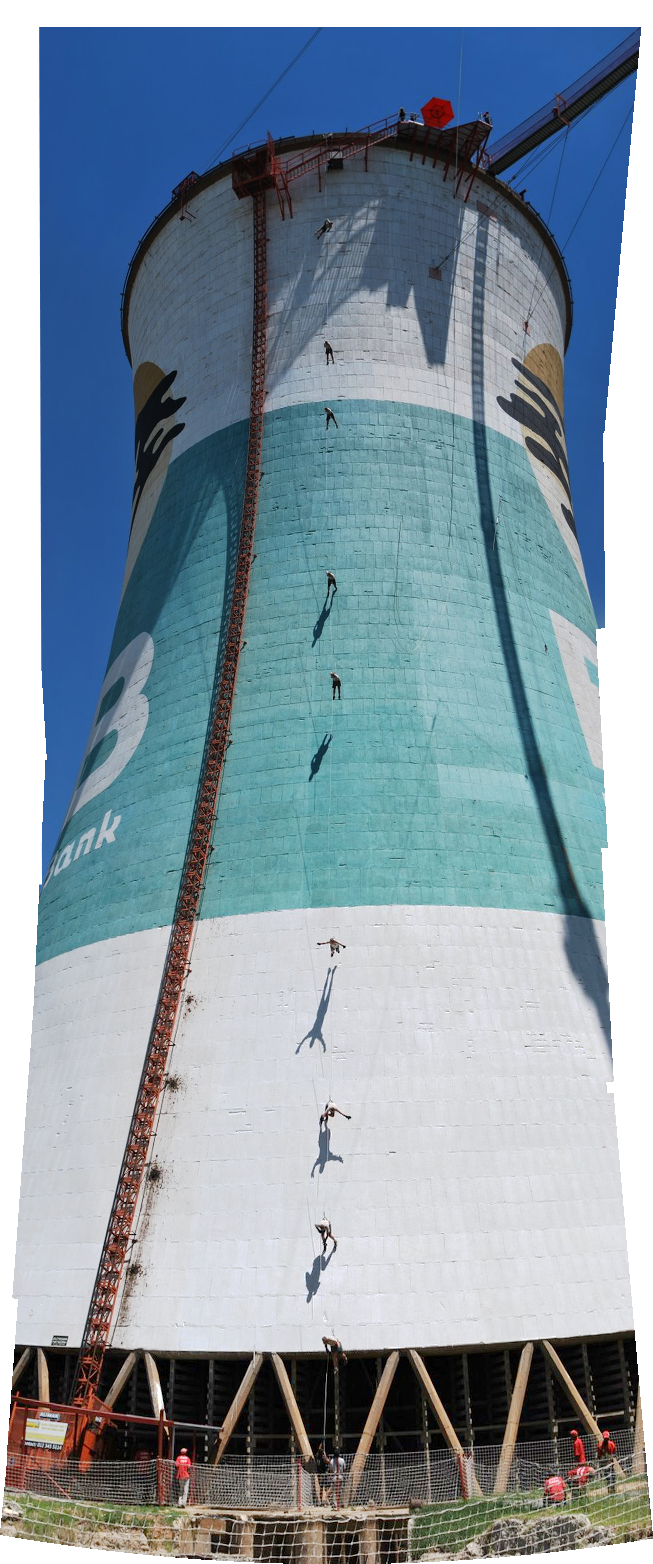
مُتَسلّق يقوم بأداء تقنيّة القفز الأسترالي على أبراج تبريد محطة توليد طاقة أورلاندو في سويتو، جنوب إفريقيا

القفز على الطريقة الأستراليّة (بالإنجليزية: Australian rappel)‏، هي عمليّة الهبوط من قمم الجبال أو مكانٍ مُرتفع في وضع الوقوف أثناء النزول للأرض. تُستخدم هذه التقنية كأسلوب هجوم عسكري حيث تُستخدم عسكريًا فتُمكّن الجندي من الهبوطِ سريعًا من مكانٍ مترفعٍ والقدرة على استخدام سلاحه في نفس الوقت، كما تُستخدم من طرفِ رجال الإطفاء الذين يعملون على إخماد الحرائق بطريقة تُمكّنهم من الإخماد والتحرّك سريعًا في نفسِ الوفت.
لا تُعرف هذه التقنية عمومًا كتقنيّة أسترالية خالِصة في أستراليا كما لا تُعرف كتقنيّة قفزٍ بالحبال، أمّا مصطلح «الهبوط من قمم الجبال» بصيغتهِ الإنجليزيّة فهو الأكثر شيوعًا في حين يُشار إلى هذهِ التقنية باسمِ أسلوب جنيف (بالإنجليزية: Geneva style)‏.

## التاريخ
تأتي هذهِ التقنية من أسلوب ماكا (الخاص بماكا ماكيل) وتعتبر شكلًا من أشكال القفز بالحبل. وصفها الجيش الأسترالي في أواخر عام 1960. أطلق ماكا ماكيل اسم «قفز الراب» لوصف أسلوبه في القفز إلى الأمام السقوط الحر ومقرها في كيرنز، أستراليا في وقت مبكر من عام 1988. ماكا ماكيل حصل على شهادة أثناء خدمته مع فوج الخدمة الجوية الأسترالية الخاصة (SASR). ساعدت هذهِ الطريقة في القفز من مبانٍ شاهقة، أما أول المباني التي تَمَّ القفز منها فهو فندق باسيفيك، كيرنز في عام 1989. لا تزال هذهِ التقنية مشهورة في ملبورن، أستراليا.